# Sætre A/S
Sætre eller Sætre Kjeks är Norges största och äldsta leverantör av kex.
Företaget ingår i Orkla-koncernen tillsammans med svenska kextillverkaren Göteborgs Kex och finska kextillverkaren Kantolan Keksi.

## Produkter, i urval
- Cookie Bites är kakor gjorda av havre med chokladbitar, s.k. belgisk havsfruktchoklad. Kakorna säljs i påsar à 200 gram.